# Shotton Colliery
Shotton Colliery är en by i kommunen Durham i Durham i England. Byn ligger 12,4 km från Durham. Orten har 4 265 invånare (2001).